# ستيفانو فيراريو
ستيفانو فيراريو (بالإيطالية: Stefano Ferrario)‏ (28 مارس 1985 برو في إيطاليا - ) هو لاعب كرة قدم إيطالي في مركز الدفاع. لعب مع نادي بارما ونادي ترنانا ونادي رافينا ونادي كاتانيا ونادي كومو ونادي ليتشي ولانشانو كالتشيو 1920 ‏.

## روابط خارجية
- ستيفانو فيراريو على موقع قاعدة بيانات كرة القدم.إي يو (الإنجليزية)
- ستيفانو فيراريو على موقع Soccerway.com (الإنجليزية)
- ستيفانو فيراريو على موقع عالم كرة القدم.نت (الإنجليزية)